# Eschweilera rabeliana
Eschweilera rabeliana är en tvåhjärtbladig växtart som beskrevs av Scott A. Mori. Eschweilera rabeliana ingår i släktet Eschweilera och familjen Lecythidaceae. IUCN kategoriserar arten globalt som starkt hotad. Inga underarter finns listade i Catalogue of Life.